# Slimnic
Slimnic es una comuna ubicada en el distrito de Sibiu, Rumania.

## Superficie
Posee una superficie de 107,3 kilómetros cuadrados.

## Demografía
Hasta 2021 la población era de 3459 habitantes, con una densidad de población de 32,22 habitantes por kilómetro cuadrado.